# Everybody’s Got Something to Hide Except Me and My Monkey
Everybody’s Got Something to Hide Except Me and My Monkey (рус. Всем есть что скрывать, кроме меня и моей обезьянки) — песня The Beatles из двойного одноименного альбома, написанная Джоном Ленноном.

## О песне
В 1980 году Леннон сказал: «Это было что-то типа неплохой строчки, придуманной мною для песни. Она была обо мне и Йоко. Все, казалось, были параноиками, кроме нас двоих, которые были в свете любви. Когда ты влюблён, всё чисто и открыто. Все вокруг нас были, как бы, напряжены, знаете: „Что она делает здесь на сессии? Почему она с ним?“. Всё это безумие вокруг нас происходит потому, что так просто получилось, что мы всё время хотим быть вместе».
Джордж Харрисон сказал, что первая часть названия песни возникла от цитаты Махариши Махеш Йоги; однако он не знает, откуда появилась часть «…except me and my monkey», хотя Пол Маккартни считает, что это отсылка к героиновой зависимости Леннона: «Джон начинал говорить о наркотиках и обезьянках. Это была сложная терминология, которую остальные из нас не понимали». Леннон вспоминал: «Мы вдыхали чуть, когда нам было по-настоящему больно. Мы принимали героин из-за того, что The Beatles и их приятели делали нам».

## Участники записи
- Джон Леннон — вокал, ритм-гитара, перкуссия, хлопки
- Пол Маккартни — бэк-вокал, бас-гитара, колокол[6], хлопки
- Джордж Харрисон — бэк-вокал, лид-гитара, перкуссия, хлопки
- Ринго Старр — ударные, перкуссия, хлопки